# Primera detención de Hugo Chávez
La detención de Hugo Chávez, teniente coronel de las fuerzas armadas de Venezuela, ocurrió el 4 de febrero de 1992 tras su intento de golpe de Estado en contra del presidente adeco Carlos Andrés Pérez, y duró hasta el 12 de febrero de 1994, tras la amnistía decretada por el presidente electo Rafael Caldera, cuando fue liberado, sin llegar a enfrentar ningún juicio.

## Antecedentes
El teniente coronel pertenecía al Movimiento Bolivariano Revolucionario - 200 y en 1992 lideró un intento de golpe de Estado en contra de CAP que fracasó.

## Detención
Chávez fue detenido tras el fracaso del golpe, y antes de ser recluido declaró a los medios nacionalesː

Compañeros, lamentablemente, por ahora, los objetivos que nos planteamos no fueron logrados en la ciudad capital. […] Oigan mi palabra, oigan al comandante Chávez, que les lanza este mensaje para que, por favor, reflexionen y depongan las armas. […] Yo, ante el país y ante ustedes, asumo la responsabilidad de este movimiento militar bolivariano.

Chávez fue arrestado en cárcel de San Francisco de Yare desde 1992. Ese año desde allí coescribió y publicó la propuesta política y económica ¿Y cómo salir del laberinto? en El Correo Bolivariano, donde se planteaba una transición política que destituyera al presidente Pérez y que instalara una Asamblea Nacional Constituyente.
Cilia Flores fue abogada de Chávez durante este tiempo, ayudándolo a salir de la cárcel.

## Reacciones

### Congreso
El expresidente y senador vitalicio Rafael Caldera declaró en el Congreso que no creía que los golpistas tuvieran intención de matar a CAP. El expresidente y senador vitalicio Luis Herrera Campíns dijo públicamente que debía soltárseles a los participantes de las intentonas golpistas, para que pudieran participar en las elecciones regionales de 1995.

### Promesas de indulto en la campaña de 1993
Un tema recurrente en la campaña electoral fue lograr una amnistía para los participantes del 4F y el segundo intento de golpe de Estado a CAP. Los candidatos principales a las presidenciales hicieron campaña electoral prometiendo indultarlos: Claudio Fermín (AD), Andrés Velásquez (Causa R), Oswaldo Álvarez Paz (Copei) y Rafael Caldera (Convergencia).

## Indulto

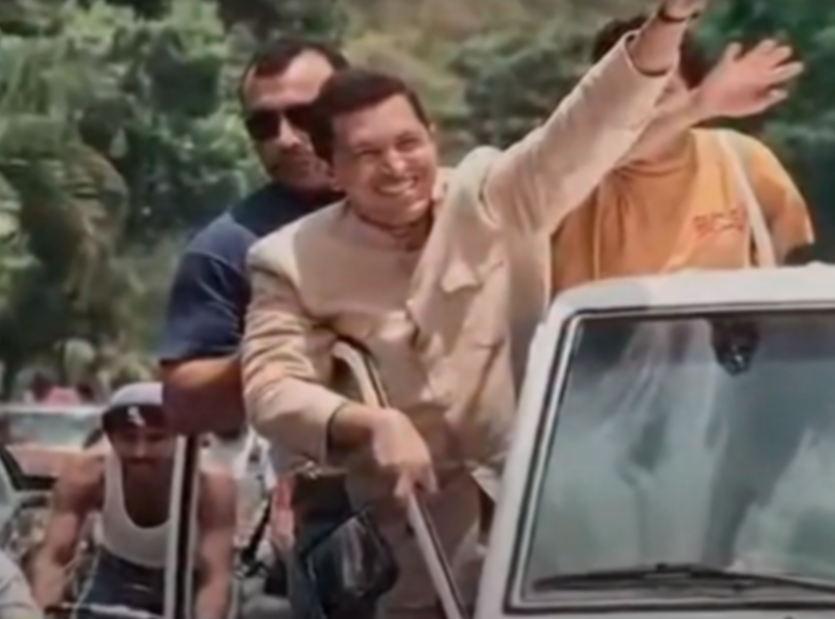
Chávez después de salir de la cárcel de Yare en 1994.

El presidente Caldera le dio la amnistía a Hugo Chávez al volver al poder, en febrero de 1994, con la condición de que se diera de baja, lo que este hizo, por lo que se libró de un juicio por insurrección. Ese día Chávez dio una conferencia de prensa en el Ateneo de Caracas, acompañado por Carmen Ramia, esposa de Miguel Henrique Otero.
Caldera escribió después en un artículo en el El Universal que se había arrepentido del indulto a Chávez.